# Epidendrum alabastrialatum
Epidendrum alabastrialatum är en orkidéart som beskrevs av Charles Louis Pollard och Eric Hágsater. Epidendrum alabastrialatum ingår i släktet Epidendrum och familjen orkidéer. Inga underarter finns listade i Catalogue of Life.